# Централна статистическа служба (Унгария)
Централната статистическа служба (на унгарски: Központi Statisztikai Hivatal, KSH) е държавна статистическа организация на Унгария.
Тя събира, обработва и публикува статистически данни за Унгария, нейната икономика, и нейните жители. Офисът дава подробности за парламентарни и административни учреждения, местни съвети и академичните среди, финансови институции, широката общественост и медиите.